# Mustafābād (ort i Indien)
Mustafābād är en ort i Indien.   Den ligger i delstaten Haryana, i den norra delen av landet, 170 km norr om huvudstaden New Delhi. Mustafābād ligger 284 meter över havet och antalet invånare är 8 974.
Terrängen runt Mustafābād är mycket platt. Runt Mustafābād är det tätbefolkat, med 683 invånare per kvadratkilometer. Närmaste större samhälle är Yamunanagar, 15,3 km sydost om Mustafābād. Trakten runt Mustafābād består till största delen av jordbruksmark.